# الحتارش (صنعاء)

تعديل مصدري - تعديل

الحتارش هي إحدى قرى مديرية بني حشيش التابعة لمحافظة صنعاء اليمنية، بلغ تعداد سكانها 1730 نسمة حسب الإحصاء الذي جرى عام 2004.